# Mirosavci (Federacja Bośni i Hercegowiny)
Mirosavci – wieś w Bośni i Hercegowinie, w Federacji Bośni i Hercegowiny, w kantonie tuzlańskim, w gminie Čelić. W 2013 roku liczyła 38 mieszkańców, z czego większość stanowili Boszniacy.